# Drosera barbigera
Drosera barbigera är en sileshårsväxtart som beskrevs av Jules Émile Planchon. Drosera barbigera ingår i släktet sileshår, och familjen sileshårsväxter.
Artens utbredningsområde är:
- Ashmore-Cartieröarna.
- Western Australia.

## Underarter
Arten delas in i följande underarter:
- D. b. barbigera
- D. b. silvicola

## Bildgalleri

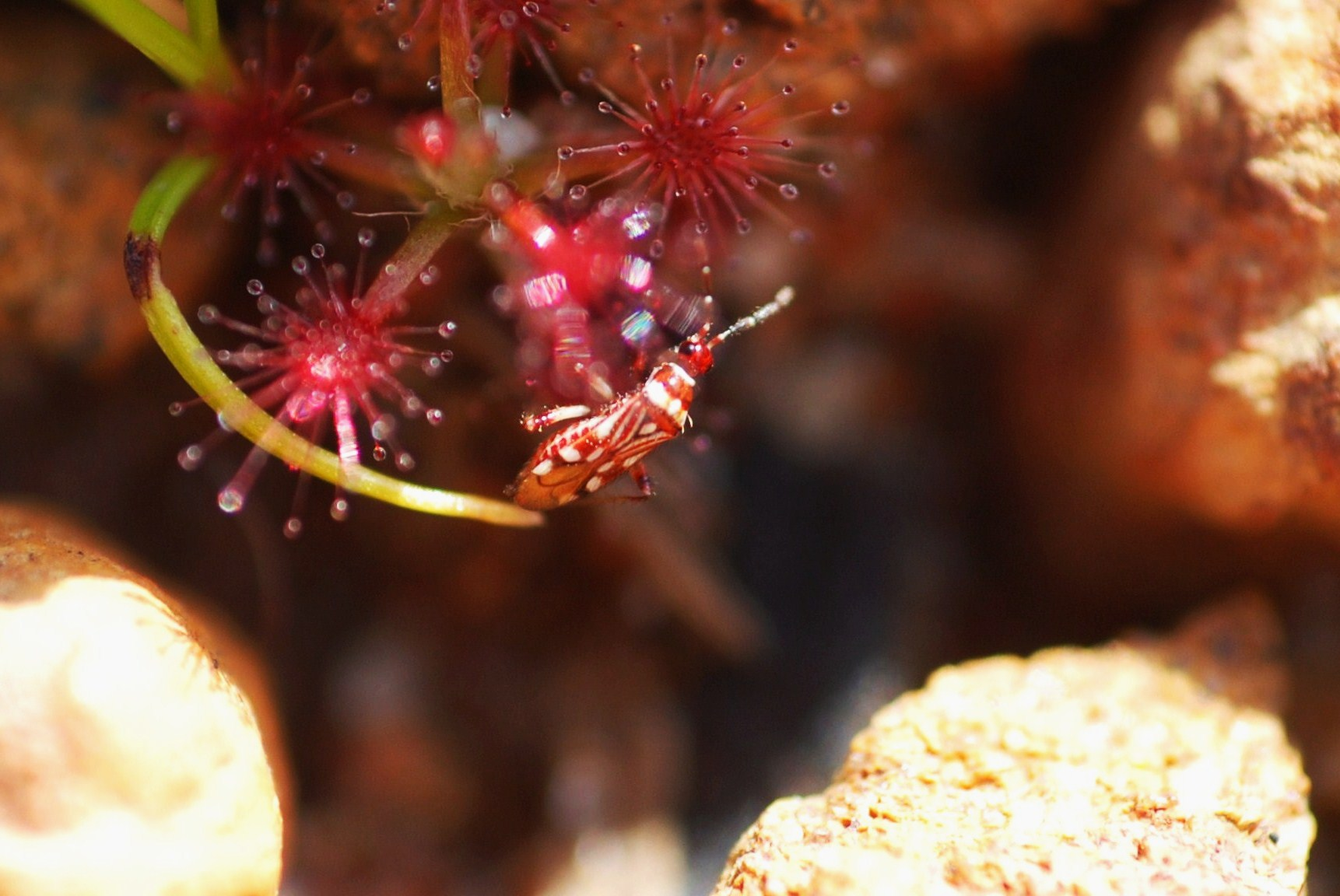
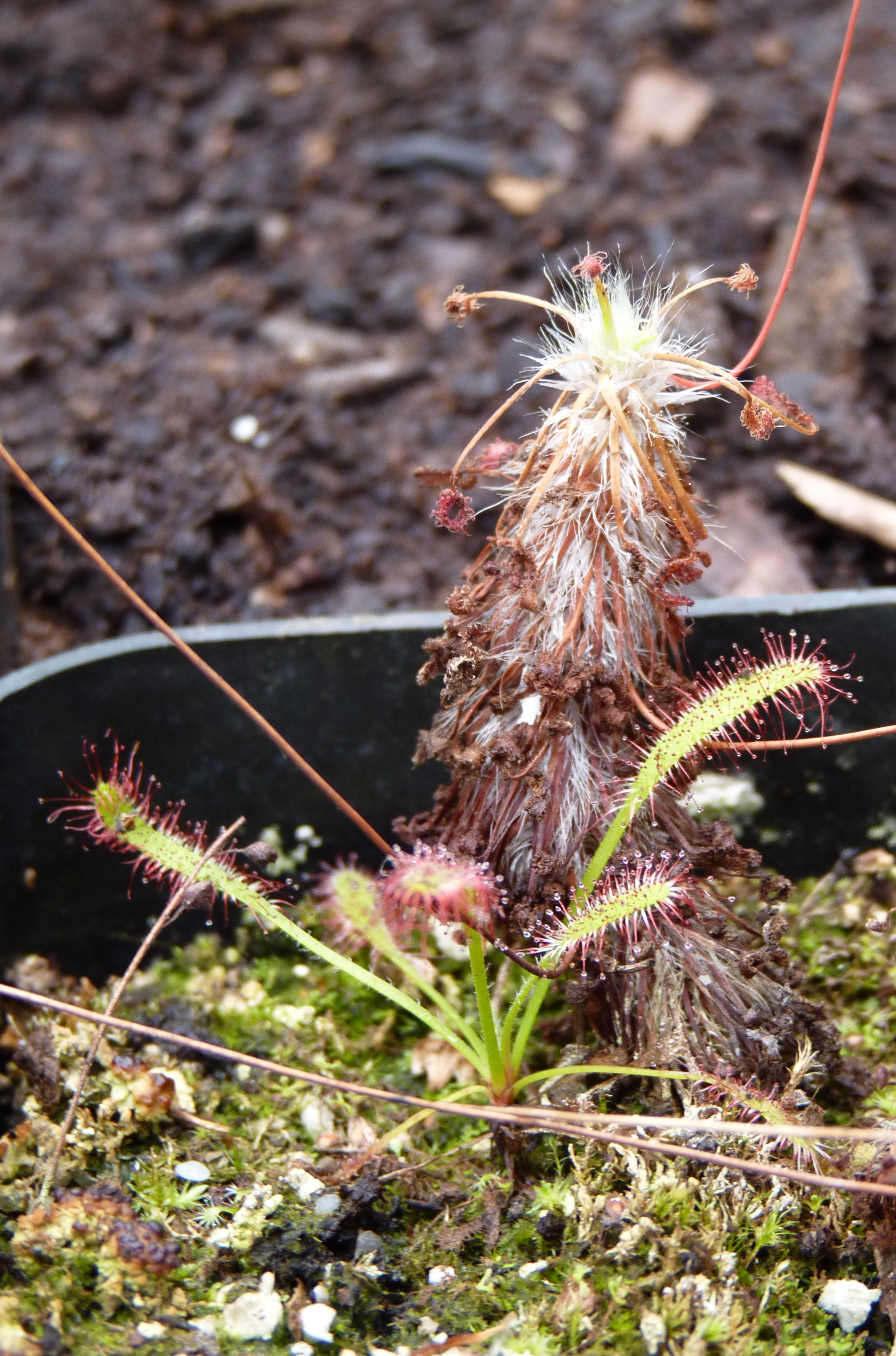